# The Unified Field

The Unified Field est un album d'IAMX sorti le 22 mars 2013.

## Pistes
1. I Come With Knives (04:21)
2. Sorrow (04:42)
3. The Unified Field (04:11)
4. The Adrebalin Room (03:02)
5. Quiet the Mind (04:00)
6. Under Atomic Skies (03:47)
7. Screams (03:51)
8. Come Home (03:57)
9. Animal Impulses (03:54)
10. Walk With The Noise (04:00)
11. Land of Broken Promises (04:42)
12. Trials (03:48)